# 7,5" морское орудие Mk VI
BL 7,5 inch Mark VI (англ. Казнозарядное 7,5-дюймовое морское орудие шестой модели) — британское морское орудие с длиной ствола 45 калибров, являвшееся основным оружием тяжёлых крейсеров типа «Хокинс» во время Второй мировой войны. Эти крейсера играли важную роль в британском флоте в связи с ограничениями, введёнными Вашингтонским морским соглашением.

## Описание
Орудие «проволочного» типа, состоит из укрупнённого в казённой части ствола с двумя трубами, казённика Уэлина и ручного механизма управления Эшбери. Масса порохового заряда — 31 фунт (14 кг), необходимая для стрельбы 200-фунтовыми снарядами. Дальность стрельбы — 19 км, максимальный угол подъёма — 30 градусов. Орудие было рассчитано на 650 безотказных выстрелов.

## Применение
Помимо установки на крейсеры типа «Хокинс», орудие использовалось и как часть системы береговой обороны. Подобные орудия устанавливались на Нидерландских Антильских островах (7 шт.), в Мозамбике (5 шт.), в Канаде (3 шт.) и в британском городе Саут-Шилдс (3 шт.).

## Траектория полёта снаряда
| Дистанция              | Угол подъёма орудия | Время полёта | Угол спуска | Скорость к моменту столкновения |
| ---------------------- | ------------------- | ------------ | ----------- | ------------------------------- |
| 4,6 км / 5 тыс. ярдов  | 2° 30'              | 7 сек        | 3° 19'      | 548 м/с                         |
| 9,1 км / 10 тыс. ярдов | 7° 3'               | 17 сек       | 12° 32'     | 371 м/с                         |
| 14 км / 15 тыс. ярдов  | 15° 21'             | 32 сек       | 27° 33'     | 316 м/с                         |
| 18 км / 20 тыс. ярдов  | 27° 59'             | 51 сек       | 44° 35'     | 326 м/с                         |